# FAW-Volkswagen
FAW-Volkswagen (chiń. upr. 一汽-大众汽车) – spółka typu joint venture, założona 6 lutego 1991 przez First Automobile Works i Volkswagen Group, zajmująca się produkcją wybranych modeli marki Volkswagen. Siedziba przedsiębiorstwa mieści się w Changchun w Chinach.

## Modele

### Audi
- Audi 100 (C3, 1992–1999)
- Audi 200 Lang (C3, 1996–1999)
- Audi A4 (B5, 1998–2003)
- Audi A6 (C4, 1998–2003)
- Audi A4 (B6, 2003–2006)
- Audi A6 (C5, 2003–2006)
- Audi A4 (B7, 2006–2009)
- Audi A6L (C6, 2006–2009)
- Audi A4L (B8, od 2009)
- Audi A6L (C7, od 2009)
- Audi Q5 (od 2009)
- Audi Q3 (od 2012)
- Audi A3 Sportback (od 2013)
- Audi A3 Sedan (od 2013)

### Volkswagen
- Volkswagen Jetta (Mk. II, 1991–1997)
- Volkswagen Jetta König (1997–2010)
- Volkswagen Bora (Mk. I, 2002–2010)
- Volkswagen Golf (Mk. IV, 2003–2009)
- Volkswagen Caddy (Mk. IV, 2005–2010)
- Volkswagen Bora HS (2006–2008)
- Volkswagen Sagitar (Mk. I, 2006–2011)
- Volkswagen Magotan (Mk. I, 2007–2011)
- Volkswagen (New) Bora (Mk. II, od 2007)
- Volkswagen Golf (Mk. VI, od 2009)
- Volkswagen Golf GTI (Mk. VI, od 2010)
- Volkswagen Magotan CC (od 2010)
- Volkswagen Jetta Pionier (2010–2013)
- Volkswagen Variant (2010–2011)
- Volkswagen Magotan (Mk. II, od 2011)
- Volkswagen Sagitar (Mk. II, od 2012)
- Volkswagen Jetta Night (od 2013)
- Volkswagen Magotan Alltrack (od 2013)